# 玛丽·麦卡锡

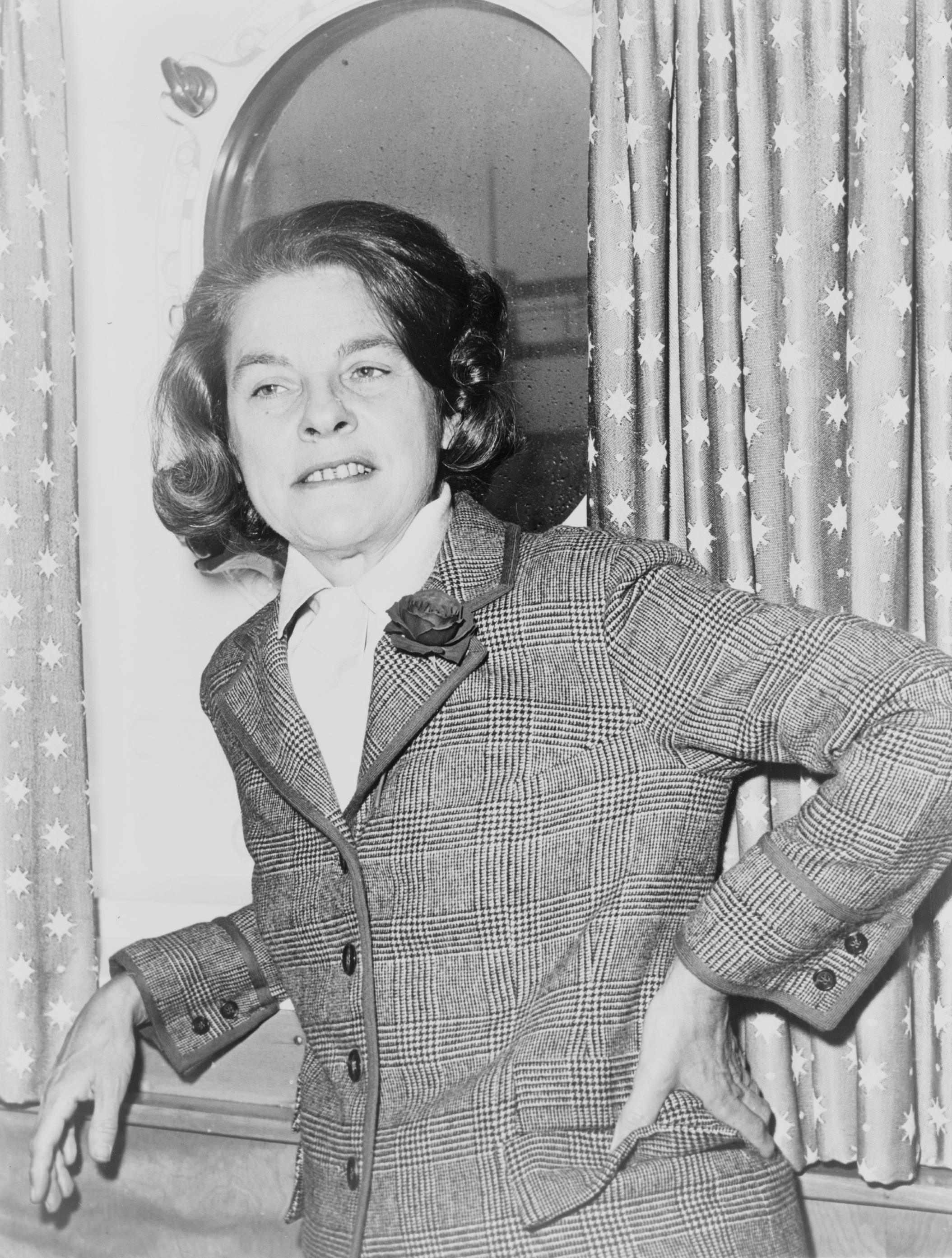
玛丽·麦卡锡

玛丽·特蕾西·麦卡锡（1912年6月21日 - 1989年10月25日）是一位美国小说家、评论家和政治活动家。 麦卡锡于1949年和1959年两次获得古根海姆獎。 她也是美国艺术暨文学学会和罗马美国学院的成员。  1973年，她被評为美国文理科学院院士。  麦卡锡拥有巴德学院、鲍登学院、科尔比学院、史密斯學院、雪城大學、缅因大学、阿伯丁大学和赫爾大學的荣誉学位。
她與麗蓮·海爾曼因為對莫斯科審判意見分歧而反目。她認為被告無辜，而海爾曼無條件的支持约瑟夫·斯大林提出的指控。兩人的爭論成為諾拉·艾芙倫創作的舞台劇《想像的朋友》的題材。

## 反对越南战争
1967年和1968年，麦卡锡前往北越和越南共和国。 
她後來表示，没有任何證據显示越共故意杀害越南共和国妇女或儿童。 她对越共给予了高度评价。 